# Пафин
Пафини су врста малих њорки из птичјег рода Fratercula. То су морске птице које се хране првенствено зарањањем у воду. Имају јарко обојен кљун током сезоне парења. Размножавају се у великим колонијама на приобалним литицама или острвима, гнезде се у пукотинама међу стенама или у јазбинама у тлу. Две врсте пафина, ћубасти и рогати, могу се наћи у северном делу Тихог океана, док се атлантски пафин може наћи на северу Атлантског океана.
Све врсте пафина имају претежно црно или црно-бело перје, здепасту грађу и велике кљунове. Одбацују шарене делове својих кљунова након сезоне парења, након чега им остаје мањи, једнобојан кљун. Њихова кратка крила прилагођена су пливању техником летења под водом. У ваздуху, брзим ударима крила (до 400 пута у минути), често лете низ океанску површину.
Значајан пад броја пафина на Шетланду забрињава научнике.
У јануару, 2020. године, неки истраживачи су известили да су атлантски пафини виђени како користе штапове као алат за чешање.

## Таксономија
Род Fratercula увео је француски зоолог Матирен Жак Брисон 1760. године са атлантским пафином (Fratercula arctica) као типском врстом. Назив Fratercula је латински назив за "малог брата", што је референца на црно-бело перје, које подсећа на монашке хаљине.
Енглески назив "puffin", од речи puffed у смислу натечен, првобитно се односио на масно, слано месо младих птица Puffinus puffinus из породице зовоја, раније познатих по називу "монах пафин".
Род има три врсте. Cerorhinca monocerata је некада била укључена у род Fratercula, а неки научници стављају ћубастог пафина у род Lunda. Пафини и Cerorhinca monocerata су блиски рођаци, и заједно чине племе Fraterculini.
Најстарији фосил њорки је Hydrotherikornis из Орегона који потиче из касног еоцена, док фосили Aethia и Uria сежу у касни миоцен. Молекуларни сатови су указивали на порекло из Тихог океана у палеоцену. За фосиле из Северне Каролине првобитно се сматрало да су две врсте Fratercula, али су касније додељене једној врсти Fratercula, ћубастим пафинима и врсти Cerorhinca. Друга изумрла врста Довов пафин (Fratercula dowi) нађена је Каналским острвима у Калифорнији сежe у касни плеистоцен или рани холоцен.
Сматра се да су Fraterculini настали на Тихом океану пре свега због њихове веће разноликости тамо. Постоји само једна врста на Атлантику у поређењу са две у Тихом океану. Ова врста је показала значајан знак интелигенције животиња.  Фосилни Fraterculini нађени у Пацифику досежу приближно средњи миоцен са три фосилне врсте Cerorhinca, а материјали који се прелиминарно односи на тај род, од средњег миоцена до касног плиоцена, нађени су у јужној Калифорнији и северном Мексику. Иако у Атлантику нема записа из миоцена, поновно испитивање материјала из Северне Каролине указало је да је разноликост пафина у раном плиоцену била велика на Атлантику као данас у Тихом океану. Ова разноликост је постигнута приливом пафина са Тихог океана. Каснији губитак врста настао је услед великих океанографских промена касног плиоцена, услед затварања Панамског морског пута и почетка жестоких ледених циклуса у северном Атлантику.

## Опис
Пафини су здепасти, кратких крила и кратког репа, са црним горњим деловима и белим или смеђкастосивим доњим. Глава има црну капу, лице је углавном бело, а стопала наранџасто-црвена. Кљун је велики и разнобојан током сезоне парења. Шарени спољни део кљуна се скида после сезоне парења, откривајући испод тога мањи и безбојни кљун.
Иако су пафини гласни у својим узгајачким колонијама, на мору су тихи. Лете релативно високо изнад воде, обично на 10 m у поређењу са 16 m других њорки.

### Детаљи о врстама
| Врсте                                 | Врсте | Врсте                                          | Врсте |
| Уобичајена и биномна имена            | Слика | Опис                                           | Распрострањеност |
| ------------------------------------- | ----- | ---------------------------------------------- | --- |
| Атлантски пафин (Fratercula arctica)  |       | Дуга 32 cm, распон крила 53 cm, тежина 380 г.  | Северни Атлантик: обале северне Европе од јужне до северне Француске, Британска острва, Фарска острва, Исланд, Гренланд, Норвешка и Атлантска Канада јужно до Мејна. Зими јужно до Марока и Њујорка. |
| Рогати пафин (Fratercula corniculata) |       | Дуга 38 cm, распон крила 58 cm, тежина 620 г.  | Северни Пацифик: обале Сибира, Аљаске и Британске Колумбије, зими јужно до Калифорније и Доње Калифорније                                                                                            |
| Ћубати пафин (Fratercula cirrhata)    |       | Дуга 38 cm, распон крила 63,5 cm, тежина 780г. | Северни Пацифик: Британска Колумбија, широм југоисточне Аљаске и Алеутских острва, Камчатке, Курилских острва и широм Охотског мора. Зими јужно до Хоншуа и Калифорније                              |

## Понашање

### Размножавање
Пафини се размножавају у колонијама на обалама и острвима. Неколико садашњих или бивших узгајалишта се називају Острво пафина. Мушки атлантски пафин гради гнездо и показује велику верност месту гнезда. Оба пола рогатог пафина помажу у градњи гнезда. Јазбине рогатог пафина су обично дубоке око 1 метра и завршавају двораном, док тунел који води до јазбине ћубастог пафина може бити дугачак и до 2.75 метра. Место где се гнезде ћубасти и атлантских пафини је меко тло, у ком копају тунеле. Насупрот томе, рогати пафини се гнезде у пукотинама стена на литицама. Јазбине атлантског пафина су обично обложене материјалима као што су трава, лишће и перје, али повремено буду и без облога. Јаја атлантског пафина су обично кремасто беле боје, али повремено могу бити и лила нијансе.
На местима на којима има зечева, понекад се атлантски пафини се настањују и у зечјим јазбинама.
Пафини формирају дугорочне везе или односе. Женка полаже једно јаје, а оба родитеља инкубирају јаје и хране птиће.  Родитељ који инкубира, држе јаје крилима уз тело. Млади пафини напуштају гнездо обично у сумрак после месец и по дана. Првих неколико година свог живота проводе на мору, враћајући се у колонију око пет година касније. Зна се да се пафини у заточеништву, паре већ у доби од три године.
Након размножавања, све три врсте пафина, зиму проводе на мору, обично далеко од обала и јужно од гнезда.
Исланд је дом већине атлантских пафина са око 10 милиона јединки. Највећа појединачна колонија пафина на свету је на Исланду у Вестмановим острвима. Научници су током 2009. године проценили да је број гнезда 1,1 милион, а број тамошњих јединки до 4 милиона.

### Исхрана
Као многе њорке, пафини једу рибу и зоопланктоне, али хране птиће првенствено ситном морском рибом неколико пута дневно. Врсте рибе коју атлантског пафин лови укључују пешчану јегуљу, харинге и ципале. Пафини се разликују по њиховој способности да истовремено држе неколико (понекад и преко десетак) ситних риба, укрштајући их на кљуну, уместо да враћају прогутану рибу. То им омогућава дуже трагање за храном, јер могу донети више хране за птиће него птица која носи само једну рибу. Овакво понашање омогућено је јединственим механизмом зглобног кљуна који омогућава да се горњи и доњи руб кљуна стежу под било којим углом.
Током 2019. године, стручњаци за животиње приметили су да пафини на две одвојене географске локације користе штапове како би се чешали, што указује да ове морске птице имају основну способност кориштења алата.